# Mistrzostwa Czech w Boksie 2012
Mistrzostwa Czech w Boksie 2012 – zawody bokserskie, w których udział mogą brać zawodnicy pochodzący z Czech. Zawody trwały od 7 do 9 grudnia w mieście Rakovník, a zawodnicy rywalizowali w dziesięciu kategoriach wagowych.

## Medaliści
| Kategoria wagowa                | Złoto             | Srebro          | Brąz                           |
| Waga papierowa (- 49 kg.)       | Daniel Gábor      | Petr Rozbout    | Patrik Bartoš                  |
| Waga musza (- 52 kg.)           | Stanislav Bradáč  | Daniel Freiherr | Jan Bartoš Marek Čureja        |
| Waga kogucia (- 56 kg.)         | Erik Agateljan    | Erik Huliev     | Jakub Chval Ruslan Sachaldajev |
| Waga lekka (- 60 kg.)           | Hamo Aperjan      | Petr Masorsič   | Štěpán Pitra Ján Kováč         |
| Waga lekkopółśrednia (- 64 kg.) | Miroslav Šerban   | Ján Korec       | Erik Alojan Pavol Polakovič    |
| Waga półśrednia (- 69 kg.)      | Emil Kocvelda     | Patrik Kliment  | Vladimír Lengál Lukáš Plzák    |
| Waga średnia (- 75 kg.)         | Vít Král          | Michal Vodárek  | Karel Nečesánek Tomáš Bezvoda  |
| Waga półciężka (- 81 kg.)       | Stanislav Stárek  | David Hunanyan  | Lukáš Černík David Hošek       |
| Waga ciężka (- 91 kg.)          | Petr Novotný      | Daniel Táborský | Vasil Ducár Jan Eliáš          |
| Waga super-ciężka (+ 91 kg.)    | Vladimír Řezníček | Dominik Musil   | Tomáš Menzl Roman Hejda        |